# Abu Bakr Sarakhsi
Muḥammad ibn Aḥmad ibn Abī Saḥl Abū Bakr "Shams al-aʾimma" al-Sarakhsī (in arabo محمد بن أحمد بن أبي سهل ﺍﺑﻮ ﺑﻜﺮ "شمس الأئمة" السَّرَخسي‎?; Sarakhs, ... – Fergana, 1106) è stato un giurista persiano appartenente al madhhab hanafita. Nato in Khorasan, trascorse la sua vita prevalentemente in Transoxiana.
Dotato di prodigiosa memoria, al-Sarakhsī scrisse numerosi libri di giurisprudenza islamica secondo la scuola giuridica hanafita. Di esse le più importanti furono il:
1. Kitāb al-Mabsūṭ ("Il libro spiegato"): un commentario di un mukhtaṣar (compendio) di al-Shaybānī, che occupa ben 30 tomi e che espone i tratti fondamentali del diritto bellico islamico;
2. gli Uṣūl al-Fiqh, articolati in due volumi, che si basano sull'opera giuridica di Abū l-Ḥasan al-Kharkhī (m. 951), di Aḥmad b. Muḥammad al-Shāshī (m. 955) e di Aḥmad b. ʿAlī Jaṣṣāṣ (m. 980):
3. lo Sharḥ al-Siyar al-kabīr, un commento all'opera di al-Shaybānī dedicata alle vite e ai comportamenti di musulmani di spicco.

Fu imprigionato nel 1074 per aver criticato il Khan Karākhānide di Uzjand, Shams al-Mulk, mettendo in discussione con un parere giuridico (naṣīḥā) la validità del suo matrimonio contratto con una schiava di palazzo. In carcere scrisse il suo al-Kitāb al-Mabsūṭ e lo Sharḥ al-Siyar al-Kabīr.
Dopo 15 anni di carcere, fu rimesso in libertà, per morire poco dopo il completamento del suo Sharḥ al-Siyar al-Kabīr.
Al-Sarakhsī è stato definito l'«Hugo Grotius dei musulmani». dopo la morte del suo Maestro ʿAbd al-ʿAḥmad al-Ḥulwānī tra il 1056 e il 1058, fu chiamato con il suo stesso laqab di «Shams al-aʾimma» ("Sole degli imam").
Fu ardente difensore della dottrina hanafita dell'istiḥsān (il "sembrare cosa buona"), da lui descritta come "abbandono del ragionamento sistematico fondato sui testi sciaraitici in favore del ragionamento basato sulle necessità effettive e concrete della popolazione".